# The Incredibles: When Danger Calls
The Incredibles: When Danger Calls is een computerspel uit 2004 ontworpen door Heavy Iron Studios en uitgebracht door THQ. Het spel is gebaseerd op de film The Incredibles.
Het spel bestaat uit 10 losse spellen, elk gebaseerd op de film. In tegenstelling tot het eerste spel gebaseerd op de film, is dit spel meer gericht op een jong publiek.